# 七宝寺镇
七宝寺镇，是中华人民共和国四川省南充市嘉陵区下辖的一个乡镇级行政单位。2019年10月，撤销龙泉镇，将其所属行政区域划归七宝寺镇管辖。

## 行政区划
七宝寺镇下辖以下地区：
白虎沟村、七宝寺村、何家祠村、大石坝村、百富井村、石道床村、大茅坪村、如来庵村、瓜子沟村和王家嘴村，龙祥社区、梁家沟村、观音堂村、五通堂村、九栋碑村、安乐院村、新庙子村、店子沟村、大楼沟村、宫子岭村、碑垭沟村和大堰村。